# Mycetophila stylata
Mycetophila stylata är en tvåvingeart som först beskrevs av Dziedzicki 1884.  Mycetophila stylata ingår i släktet Mycetophila och familjen svampmyggor. Arten är reproducerande i Sverige. Inga underarter finns listade i Catalogue of Life.